# Walter Siegmeister
Walter Isidor Siegmeister (5 hoặc 6 tháng 10 năm 1903 – 10 tháng 9 năm 1965), sau này được biết đến qua tên Raymond W. Bernard, là một nhà y học thay thế, nhà văn bí truyền và nhà huyền môn người Mỹ đầu thế kỷ 20, có công hình thành một phần của tiểu văn hóa thực tế thay thế.

## Tiểu sử
Siegmeister sinh ra trong một gia đình người Nga gốc Do Thái ở Manhattan, Thành phố New York. Cha ông là William Siegmeister (Tháng 5, 1877 - 1 tháng 9 năm 1932) và mẹ là Rebecca "Bessie" Gitler (Gittler) (25 tháng 2 năm 1880 - 27 tháng 10 năm 1968), cả hai đều sinh ra ở Nga. Cha của Walter là William di cư sang Mỹ vào tháng 7 năm 1893, và ông trở thành công dân nhập tịch tại Tòa án Tối cao, quận New York (Manhattan) vào ngày 29 tháng 10 năm 1902. Cha mẹ của Walter, William và Bessie đều được chôn cất tại Nghĩa trang Mount Lebanon ở Glendale, quận Queens, New York. Cha của Walter là một bác sĩ phẫu thuật khởi nghiệp khi còn là sinh viên ngành hóa sinh ở Đức. Walter có một người em tên Elie Siegmeister (1909-1991) là một nhà soạn nhạc nổi tiếng người Mỹ. Walter tốt nghiệp Đại học Columbia in năm 1924 và nhận bằng Thạc sĩ (1930) và Tiến sĩ (1932) về giáo dục từ Đại học New York. Luận án tiến sĩ của ông có tựa đề Lý thuyết và Thực hành Sư phạm của Tiến sĩ Rudolf Steiner (Đại học New York, Trường Giáo dục, 1932) (bản thảo đánh máy, v + 320 trang). Dưới cái tên Bernard, Walter sau sang định cư tại Florida. Siegmeister died of pneumonia in 1965.

### Y học thay thế
Siegmeister là một người ủng hộ vệ sinh tự nhiên và thực phẩm tươi sống. Ông là tác giả của nhiều cuốn sách về chế độ ăn kiêng và dinh dưỡng như Meat-Eating: A Cause of Disease (Ăn thịt: Một nguyên nhân gây bệnh), xuất bản năm 1956, Super Health Thru Organic Super Food (Siêu thực phẩm hữu cơ siêu sức khỏe Thru), xuất bản năm 1958 và Health Through Scientific Nutrition (Sức khỏe thông qua dinh dưỡng khoa học), xuất bản năm 1960. Ông được cho là đã thực hành chủ nghĩa hấp thụ không khí và chế độ ăn uống trái cây. Tuy nhiên, điều được ghi nhận bởi H. Jay Dinshah rằng ông thực sự sống như một người thuần chay.

### Trái Đất rỗng
Siegmeister là người đề xuất khái niệm Trái Đất rỗng và UFO. Những ý tưởng của ông không bao giờ được các học giả thực hiện nghiêm túc và đã bị bác bỏ vì là giả khoa học.
Siegmeister đã viết về việc tìm kiếm địa điểm an toàn nhất trên Trái Đất tránh khỏi bụi phóng xạ để xây dựng một thiên đường. Ý tưởng này sau đó đã được phát triển trong các tác phẩm của Johnny Lovewisdom và tới lượt Viktoras Kulvinskas. Ông từng đến Ecuador năm 1941 để gặp gỡ John Wierlo (bút danh: Johnny Lovewisdom, hay còn gọi là "Thánh Hermit dãy núi Andes") (23 tháng 7 năm 1919 - 12 tháng 10 năm 2000) vốn đặt chân nơi đây từ trước vào năm 1940, nơi họ bàn về kế hoạch dựng lên một thiên đường không tưởng và một siêu chủng tộc trong rừng rậm ở Ecuador. Tuy nhiên, về sau Wierlo tuyên bố rằng anh ta không có kế hoạch tạo ra một siêu chủng tộc, mà chỉ là một Trại các vị Thánh.
Trên đường quay về nước Mỹ, Siegmeister, giờ được gọi là Robert Raymond, tiếp tục bán sách của mình, trước khi trở về Nam Mỹ. Walter chuyển đến Brasil vào năm 1955 hoặc 1956, để mua đất và tạo ra một siêu chủng tộc. Ở Brasil, ông đã làm mới lại mối quan tâm của mình đối với người ngoài hành tinh, Atlantis, UFO, đường hầm dưới lòng đất và khái niệm Trái Đất rỗng. Siegmeister tin rằng Brasil có lối vào các đường hầm dẫn đến Trái Đất rỗng. Năm 1964, ông đã tìm thấy một nhà xuất bản ở New York chịu phát hành cuốn The Hollow Earth (Trái Đất rỗng) dựa trên cuốn sách của ông có nhan đề Flying Saucers from the Earth's Interior (Đĩa bay từ bên trong Trái Đất). Cuốn sách mô tả một âm mưu có mục đích nhằm che giấu sự tồn tại của Trái Đất rỗng và các lối vào của nó ở hai cực. 
Những ý tưởng Trái Đất rỗng của Siegmeister được đề cập chi tiết trong tác phẩm Invisible Eagle (Đại bàng vô hình) của Alan Baker, xuất bản năm 2000.

## Ấn phẩm
Nhiều cuốn sách của ông đã được tái bản bởi Health Research Books.
- Apollonius the Nazarene: The Life and Teachings of the Unknown World Teacher of the First Century. Lorida, Fla.: New Age Publications, 1945.[14]
- Escape from Destruction: How to Survive in an Atomic Age''. Mokelumne Hill, CA: Health Research, 1956.[5]
- The Serpent Fire: The Awakening of Kundalini (Mokelumne Hill, CA: Health Research, 1959)
- Flying Saucers from the Earth's Interior''. Mokelumne Hill, CA: Health Research, 1960.[5]
- The Hollow Earth''. New York: Carol Publishing, 1969 [1964].[5]
- Creation of the Superman. Mokelumne Hill, CA: Health Research, 1970.[5]